# Động thiên

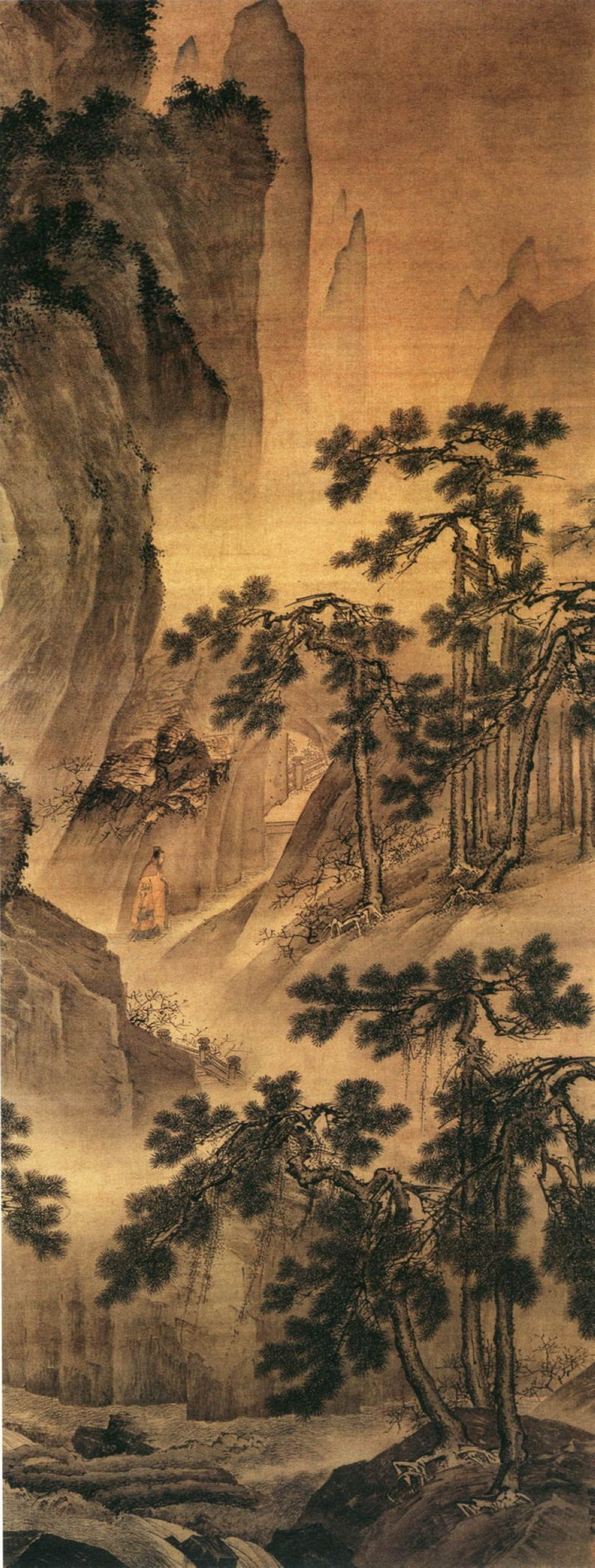
Động thiên

Động thiên (chữ hán: 洞天) là một địa điểm thần tiên được nhắc đến trong Đạo giáo Trung Quốc. Theo như mô tả thì động thiên nằm trong núi, có những hang động thông ra bên ngoài, có ánh sáng mặt trời và mặt trăng, thảm thực vật, chim muông. Khung cảnh thần tiên này được kết nối với nhau bằng những đường hầm. Những Đạo sĩ tu hành chân chính thường vào động thiên để cư ngụ và tu luyện, thỉnh thoảng cũng bắt gặp một số phàm nhân đi lạc vào đây. Truyền thuyết về động thiên được hình thành từ thời nhà Tấn, có 10 hang động lớn và 36 hang động nhỏ, nó đã ảnh hưởng đến các tác phẩm văn học Trung Quốc và truyền cảm hứng cho những câu chuyện du hành đến xứ sở thần tiên trong những tiểu thuyết sau này.